# 오염화 안티모니
오염화 안티모니(Antimony pentachloride)는 화학식 SbCl5의 무기 화합물이다. 순수한 것은 무색의 기름같은 액체이지만 일반적인 샘플은 불순물로 인해 붉은 색에서 노란색을 띈다. 염산으로부터 가수분해되려는 경향이 있기 때문에 부식성이 강한 물질이며, 플루오린이 포함되지 않은 플라스틱을 탄화시킨다.
흡입 시 독성이 있다.